# Pavijan
Pavijan (znanstveno ime Papio) je rod opic Starega sveta, ki živi v savanah in gozdovih Afrike, vanj pa vključujemo šest danes živečih vrst.
Predstavniki različnih vrst se razlikujejo po velikosti. Vsi imajo dolge, pasjim podobne gobce z ostrimi podočniki, oči blizu skupaj, gosto dlako razen po obrazu, kratke repe in gole blazine iz trde kože na izbočenih zadnjicah za sedenje. So dnevno aktivni in se zadržujejo pri tleh v odprtih savanah in gozdovih širom Afrike, le spijo na drevesih ali pečinah, da se izognejo plenilcem. So vsejedi. Znani so kot zelo družabne opice in se združujejo v velike, hierarhično urejene trope, znotraj katerih si samci vzpostavijo hareme.
Prepoznanih je šest vrst pavijanov, pri čemer je taksonomija zapletena in vse vrste nimajo trdne podpore:
- grivasti pavijan (Papio hamadryas)
- rdeči pavijan (Papio papio)
- Anubijev pavijan (Papio anubis)
- rumeni pavijan (Papio cynocephalus)
- medvedji pavijan (Papio ursinus)
- Papio kindae